# Striegistal

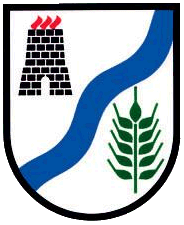
Wappen von Striegistal bis 2008

Wappen von Tiefenbach bis 2008

Striegistal ist eine Gemeinde im Landkreis Mittelsachsen in Sachsen. Die Mehrzahl der Ortsteile liegen an der Kleinen Striegis, der Großen Striegis und der (vereinigten) Striegis.

## Geographie

### Geographische Lage

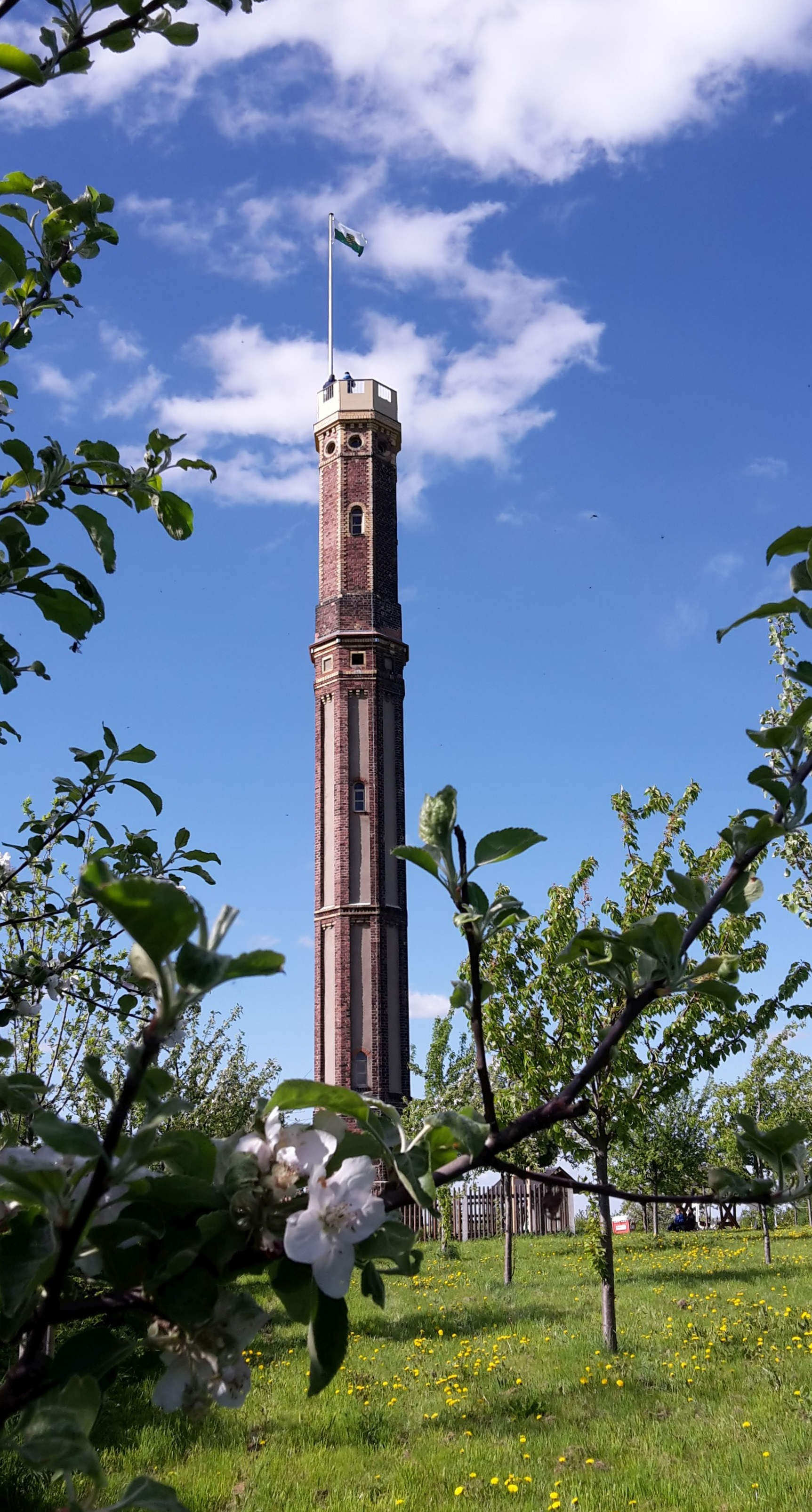
bei Böhrigen

Die Gemeinde Striegistal liegt im Erzgebirgsvorland genau in der Mitte des Freistaates Sachsen zwischen den drei Großstädten Dresden, Chemnitz und Leipzig. Nah an Striegistal liegt etwa 15 km westlich die Stadt Mittweida, 16 km nördlich die Stadt Döbeln und 17 km südöstlich die Kreisstadt Freiberg. In Berbersdorf vereinigen sich die Kleine und die Große Striegis zur Striegis, deren Wasser in Niederstriegis in die Freiberger Mulde fließt.

### Nachbargemeinden
| Kriebstein | Roßwein                                     | Nossen      |
| Rossau     | Kompassrose, die auf Nachbargemeinden zeigt | Großschirma |
| Hainichen  | Hainichen                                   | Oberschöna  |

### Gemeindegliederung, Einwohnerzahlen
| Ortsteil                 | Größe in km² | Einwohner 1. Juli 2020 |
| ------------------------ | ------------ | ---------------------- |
| Arnsdorf                 | 4,1          | 319                    |
| Berbersdorf              | 8,1          | 440                    |
| Böhrigen                 | 5,3          | 555                    |
| Dittersdorf              | 2,2          | 80                     |
| Etzdorf                  | 9,5          | 662                    |
| Gersdorf                 | 3,5          | 107                    |
| Goßberg                  | 3,1          | 93                     |
| Kaltofen                 | 3,2          | 70                     |
| Marbach, mit Kummersheim | 16,4         | 975                    |
| Mobendorf                | 8,6          | 570                    |
| Naundorf                 | 2,8          | 200                    |
| Pappendorf               | 7,4          | 517                    |
| Schmalbach               | 2,8          | 139                    |

## Geschichte

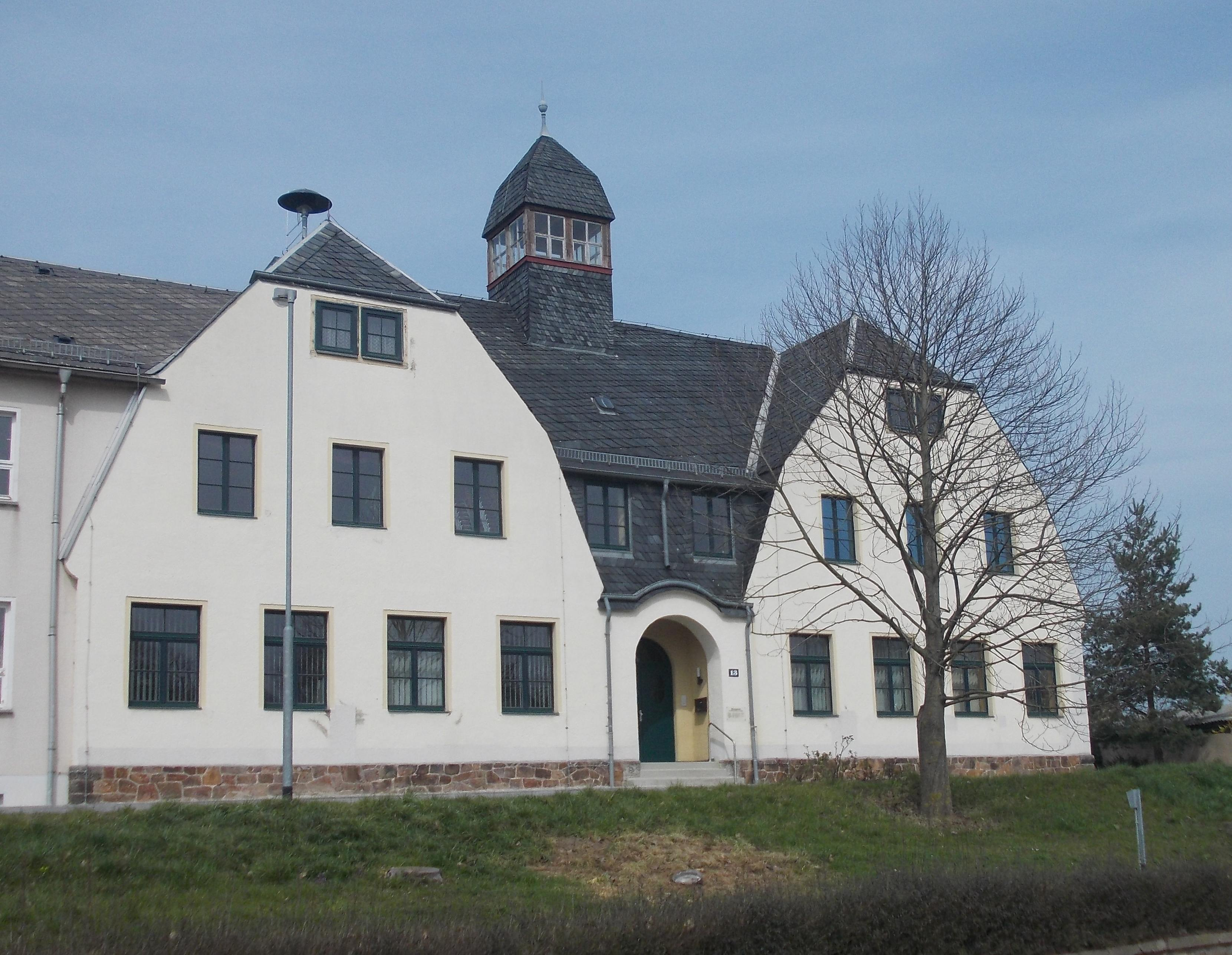
Gemeindeverwaltung von Striegistal in Etzdorf

### Von der Besiedlung bis zur Reformation
Die Mehrzahl der Dörfer wurde im Zuge der deutschen Ostsiedlung unter Markgraf Otto zwischen 1156 und 1162 gegründet. 1162 bestätigte Kaiser Friedrich I., Barbarossa auf Bitten des Markgrafen, dass dieser 800 Hufen Landes, die er „auf seine Kosten roden und urbar machen“ ließ, einem Kloster, dem späteren Kloster Altzella stiften kann.
In einer Urkunde aus dem Jahr 1185 werden die Grenzen des Klosters Altzella beschrieben. Danach gehörten von Arnsdorf, Dittersdorf, Kaltofen und Naundorf abgesehen, die Territorien aller anderen Dorfschaften der Gemeinde Striegistal zum Stiftungsgebiet. Obwohl in der Grenzbeschreibung kein einziger Name einer Ortschaft der Gemeinde Striegistal genannt wird, lässt sich vermuten, dass 1162 die Mehrzahl der Dörfer existierte.
Ob die Besiedlung der 800 Hufen damals schon vollständig abgeschlossen war, lässt sich nicht belegen. Neuere Forschungsergebnisse lassen den Schluss zu, dass die Ortschaft Kaltofen, evtl. auch Goßberg, später entstanden ist.
Böhrigen wird bereits in einer Urkunde vom 9. Juni 1183 erwähnt. Aus dieser Urkunde und aus archäologischen Befunden ist bekannt, dass es bereits vor 1156 Versuche zur Besiedlung der Region gab.

### Erste urkundliche Erwähnung der Ortsteile
| Gemeinde    | erste urkundliche Erwähnung | damalige Schreibung |
| ----------- | --------------------------- | ------------------- |
| Arnsdorf    | 1348                        | Arnoldisdorf        |
| Berbersdorf | 1428                        | Berbirsdorff        |
| Böhrigen    | 1183                        | Bor                 |
| Dittersdorf | 1325                        | Dytrichdorph        |
| Etzdorf     | 1314                        | Erzwinstorf         |
| Gersdorf    | 1502                        | Gerßdorf            |
| Goßberg     | 1428                        | Gogisperg           |
| Kaltofen    | 1297                        | zum Kaldovene       |
| Kummersheim | 1428                        | Komersheim          |
| Marbach     | 1264                        | Marchbach           |
| Mobendorf   | 1428                        | Obirndorf           |
| Naundorf    | 1337                        | Nuendorf            |
| Pappendorf  | 1230                        | Poppendorf          |
| Schmalbach  | 1428                        | Smalbach            |

### Von der Reformation bis in die Mitte des 19. Jahrhunderts
Einige Jahre nach der Reformation wurde Ulrich von Mordeisen Grundherr der ehemals dem Kloster Altzella gehörenden Dörfer Berbersdorf, Bräunsdorf, Goßberg, Großschirma, Großvoigtsberg, Kaltofen, Kleinschirma, Kleinvoigtsberg, Kleinwaltersdorf, Langhennersdorf, Loßnitz, Mobendorf, Seifersdorf, Pappendorf und Reichenbach.
Nach dem Ableben des Ulrich von Mordeisen erbten seine Söhne die Dörfer. Alle drei hatten kein Interesse an dem Besitz von jeweils fünf Dörfern. Sie verkauften sie an das sächsische Herrscherhaus. Am längsten ließ sich Rudolf Mordeisen Zeit. Er hatte die Dörfer Pappendorf, Mobendorf, Berbersdorf, Goßberg und Kaltofen geerbt. Der Kaufvertrag mit Kurfürst Christian trägt das Datum 5. Juli 1587.
Diese Dörfer wurden dem im Zuge der Reformation gegründeten Amt Nossen zugeschlagen und von dort aus jahrhundertelang verwaltet.
Im Ortsteil Berbersdorf gerieten 1701 zwei Männer im Rahmen der Hexenverfolgung in einen Hexenprozess, im Ortsteil Marbach 1700 ein alter Mann.

### Eingemeindungen
Im Jahr 1994 schlossen sich vier Gemeinden im Rahmen der Gemeindegebietsreform zur Gemeinde Striegistal, sechs weitere zur Gemeinde Tiefenbach zusammen. Namensgebend waren die die Ortsteile durchfließenden oder tangierenden Gewässer Kleine und Große Striegis und die (vereinigte) Striegis wie auch das kleine Fließgewässer Tiefenbach.
| Ehemalige Gemeinde | Datum          | Anmerkung                                               |
| ------------------ | -------------- | ------------------------------------------------------- |
| Arnsdorf           | 1. Januar 1994 | Zusammenschluss mit 5 weiteren Gemeinden zu Tiefenbach  |
| Berbersdorf        | 1. Januar 1994 | Zusammenschluss mit 3 weiteren Gemeinden zu Striegistal |
| Böhrigen           | 1. Januar 1994 | Zusammenschluss mit 5 weiteren Gemeinden zu Tiefenbach  |
| Dittersdorf        | 1. Januar 1994 | Zusammenschluss mit 5 weiteren Gemeinden zu Tiefenbach  |
| Etzdorf            | 1. Januar 1994 | Zusammenschluss mit 5 weiteren Gemeinden zu Tiefenbach  |
| Gersdorf           | vor 1875       | Eingemeindung nach Etzdorf                              |
| Goßberg            | 1. Januar 1994 | Zusammenschluss mit 3 weiteren Gemeinden zu Striegistal |
| Kaltofen           | 1. Januar 1974 | Eingemeindung nach Pappendorf                           |
| Kummersheim        | 1. Juli 1950   | Umgliederung von Zella nach Marbach                     |
| Marbach            | 1. Januar 1994 | Zusammenschluss mit 5 weiteren Gemeinden zu Tiefenbach  |
| Mobendorf          | 1. Januar 1994 | Zusammenschluss mit 3 weiteren Gemeinden zu Striegistal |
| Naundorf           | 1. Januar 1994 | Zusammenschluss mit 5 weiteren Gemeinden zu Tiefenbach  |
| Pappendorf         | 1. Januar 1994 | Zusammenschluss mit 3 weiteren Gemeinden zu Striegistal |
| Schmalbach         | 1. Juli 1950   | Eingemeindung nach Berbersdorf                          |
| Tiefenbach         | 1. Juli 2008   | Zusammenschluss mit Striegistal zu Striegistal          |

## Einwohnerentwicklung
- 2016: 4.701
- 2020: 4.727

## Politik

### Gemeinderat
Seit der Gemeinderatswahl am 9. Juni 2024 verteilen sich die 18 Sitze des Gemeinderates folgendermaßen auf die einzelnen Gruppierungen:
- Allgemeiner und Freier Wählerverein Striegistal (AFWS): 15 Sitze
- CDU: 3 Sitze

| Gemeinderat ab 2024Insgesamt 18 Sitze - AFWS: 15 - CDU: 3 | Liste                                           | 2024   | 2024   | 2019   | 2019   | 2014   | 2014   |
| Gemeinderat ab 2024Insgesamt 18 Sitze - AFWS: 15 - CDU: 3 | Liste                                           | Sitze  | in %   | Sitze  | in %   | Sitze  | in %   |
| Gemeinderat ab 2024Insgesamt 18 Sitze - AFWS: 15 - CDU: 3 | Allgemeiner und Freier Wählerverein Striegistal | 15     | 79,1   | 14     | 74,6   | 15     | 76,9   |
| Gemeinderat ab 2024Insgesamt 18 Sitze - AFWS: 15 - CDU: 3 | CDU                                             | 3      | 18,7   | 4      | 21,8   | 3      | 18,6   |
| Gemeinderat ab 2024Insgesamt 18 Sitze - AFWS: 15 - CDU: 3 | Grüne                                           | –      | 2,2    | –      | 3,6    | –      | –      |
| Gemeinderat ab 2024Insgesamt 18 Sitze - AFWS: 15 - CDU: 3 | FDP                                             | –      | –      | –      | –      | –      | 2,9    |
| Gemeinderat ab 2024Insgesamt 18 Sitze - AFWS: 15 - CDU: 3 | SPD                                             | –      | –      | –      | –      | –      | 1,7    |
| Gemeinderat ab 2024Insgesamt 18 Sitze - AFWS: 15 - CDU: 3 | Wahlbeteiligung                                 | 74,2 % | 74,2 % | 66,7 % | 66,7 % | 56,2 % | 56,2 % |

### Bürgermeister
Seit 1. Februar 1993 ist Bernd Wagner (parteilos) der Bürgermeister. Bei der letzten Wahl am 25. September 2022 wurde er mit 66,1 % der Stimmen im Amt bestätigt.
| Wahl | Bürgermeister | Vorschlag | Wahlergebnis (in %) |
| ---- | ------------- | --------- | ------------------- |
| 2022 | Bernd Wagner  | AFWS      | 66,1                |
| 2015 | Bernd Wagner  | AFWS      | 87,4                |
| 2008 | Bernd Wagner  | AFWS      | 87,7                |
| 2001 | Bernd Wagner  | AFWS      | 97,3                |

## Kultur und Sehenswürdigkeiten
- siehe auch: Liste der Kulturdenkmale in Striegistal

### Bauwerke

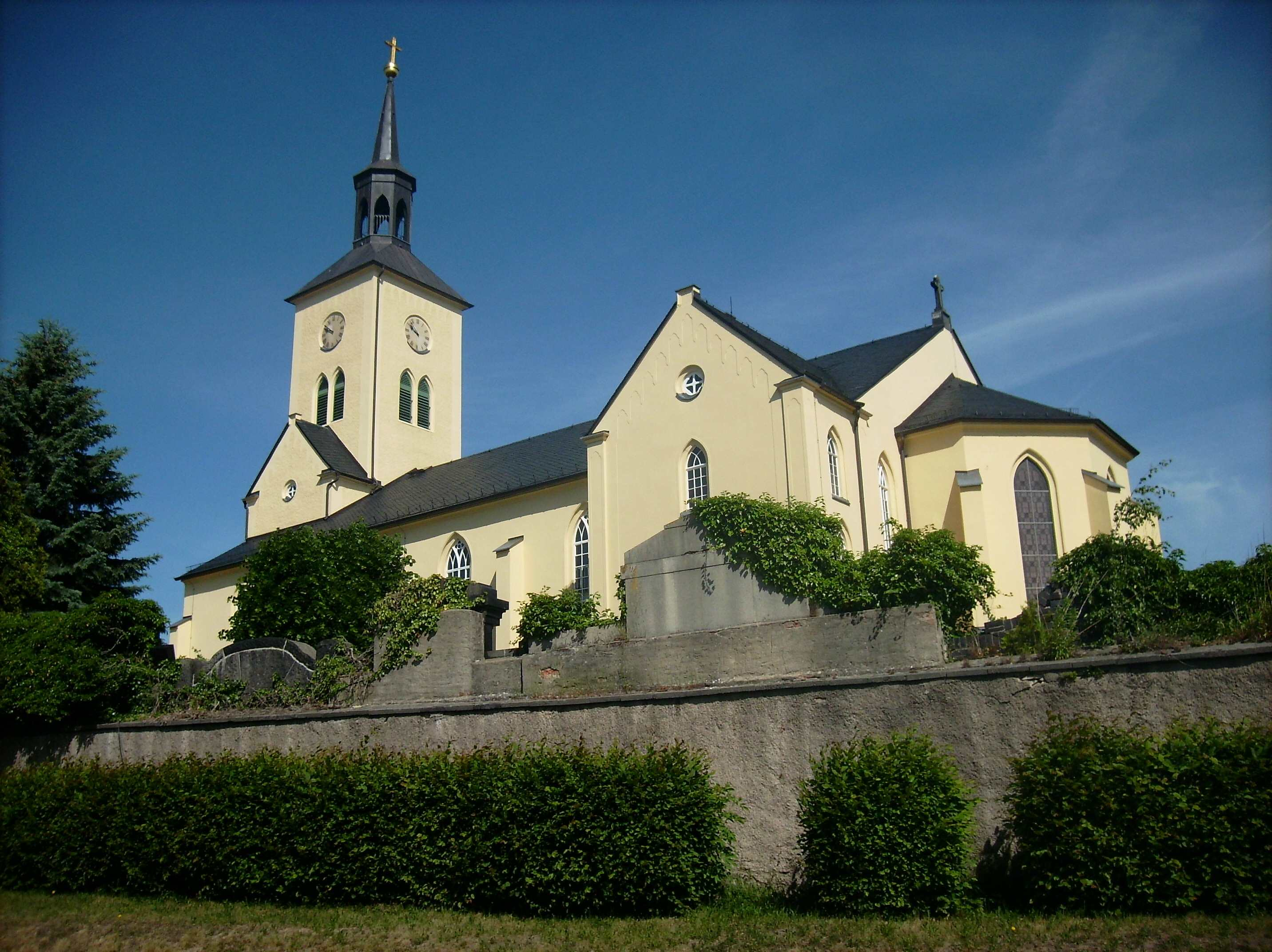
Kirche in Etzdorf

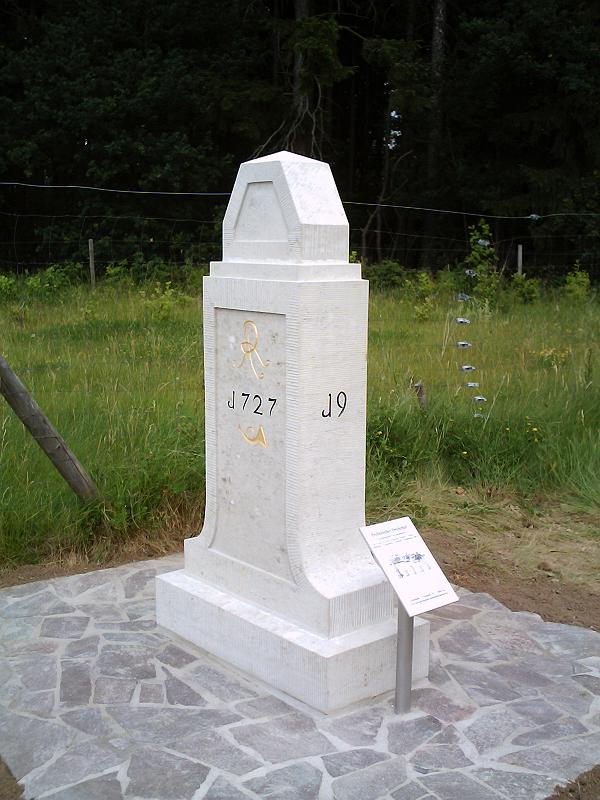
Kursächsischer Viertelmeilenstein Berbersdorf

- Schlossanlage im Ortsteil Gersdorf
- Kirchen in den Ortsteilen Etzdorf, Marbach und Pappendorf
- Steinbogenbrücke aus dem 17. Jahrhundert über die Große Striegis im Ortsteil Pappendorf
- Paddags Haus in Pappendorf
- Nachbildungen der 1722 bzw. 1727 errichteten kursächsischen Postmeilensäulen Nr. 16 (Ganzmeilensäule Marbach - Rosental vom Postkurs Dresden-Leipzig) bzw. Leipzig-Freiberg und Nr. 19 (Viertelmeilenstein Berbersdorf, Abfahrt A4), Nr. 20 (Ganzmeilensäule Pappendorf, Kirche) sowie Nr. 21 (Viertelmeilenstein Kaltofen, Richtung Hainichen) vom Postkurs Nossen–Chemnitz
- Rekonstruierte königlich-sächsische Meilensteine aus der Zeit von 1859 bis 1865 als Ganz- und Halbmeilensteine sowie Straßenwärterstein von den Postkursen Hainichen- bzw. Waldheim-Nossen in Etzdorf und Marbach bzw. als Wegweiserstein von der Poststraße Freiberg–Hainichen in Mobendorf-Ziegerhäuser

### Naturdenkmäler
- Landschaftsschutzgebiet Striegistäler
- Teufelskanzel und Otterbergaussicht über dem Striegistal
- Naturschutzgebiet Aschbachtal
- ca. 600 Jahre alte Edelkastanie im Schlosspark von Gersdorf

### Gedenkstätten
Im Tal des Perzbaches an der Straße von Goßberg nach Langhennersdorf  befindet sich ein Gedenkort mit Steintafel zur Erinnerung an die weiblichen KZ-Häftlinge eines Todesmarsches aus den Außenlagern Leipzig-Schönefeld und Taucha des KZ Buchenwald, die im Frühjahr 1945 ihren Misshandlungen erlagen oder von SS-Männern ermordet wurden.

### Bemerkenswertes
Das Bergbaugebiet Segen Gottes Erbstolln in Gersdorf ist Bestandteil des UNESCO-Welterbe Montanregion Erzgebirge.

## Wirtschaft und Infrastruktur
Die Gemeinde vermarktet mit 121 Hektar Nettobaufläche eines der größten Industrie- und Gewerbegebiete im Freistaat Sachsen. Große Firmenansiedlungen unterhalten hier die Edeka Nordbayern-Sachsen-Thüringen sowie die Frischemanufaktur Striegistal der Firma Frankengut. Ein weiteres mittelständisches Unternehmen befindet sich mit der Großwäscherei der Firma Elis in Böhrigen.

### Verkehr
Durch das Gemeindegebiet führt die A 4, welche über die in der Mitte der Gemeinde befindliche Autobahnanschlussstelle Berbersdorf zu erreichen ist. In nur 20 Fahrminuten erreicht man von hier aus die Landeshauptstadt Dresden sowie Chemnitz. Die B 169 führt im Westen des Gemeindegebietes durch Arnsdorf. Die ehemaligen Bahnhöfe Böhrigen und Berbersdorf liegen an der 2004 (im Personenverkehr schon 1998) stillgelegten Bahnstrecke Roßwein–Niederwiesa, auf der der Striegistal-Radweg von Hainichen nach Roßwein in Planung ist. Die Buslinien 672, 690, 691 und 695 verbinden die Gemeinde heute im öffentlichen Personennahverkehr mit den umgebenden Orten sowie Dresden.

### Medien
Als Amts- und Mitteilungsblatt der Gemeinde Striegistal wird der Striegistalbote herausgegeben.

## Persönlichkeiten

### Söhne und Töchter der Gemeinde
- David Schirmer (* 1623 in Pappendorf; † 1686 in Dresden), Lyriker der Barockzeit[14]
- Julius Kell (* 2. Mai 1813 in Pappendorf; † 28. Mai 1849 in Dresden), Pädagoge, Landtagsabgeordneter und Sachbuchautor[15]
- Wolfgang Schindler (* 6. Januar 1929 in Marbach; † 9. Dezember 1991 in Berlin), klassischer Archäologe
- Hermann Franz Gerhard Starke (* 16. August 1916 in Berbersdorf (Striegistal); † 24. Mai 1996 in Berlin) war ein deutscher Journalist.
- Anton Wiede (* 24. Dezember 1836 in Böhrigen; † 19. April 1911 in Karlsbad), Bergingenieur und Unternehmer
- Martin Kröger (* 3. Oktober 1894 in Böhrigen, Sachsen; † 23. August 1980 in Essen), Chemiker und Professor an der Universität Leipzig
- Friedrich Wernicke (* 6. Mai 1902 in Böhrigen; † 27. Februar 1982 in Baden-Baden), Berghauptmann

### Persönlichkeiten, die in der Gemeinde gewirkt haben
- Richard Witzsch (* 24. August 1877 in Glauchau; † 5. November 1939 in Dresden), Heimatforscher und Volksschullehrer in Mobendorf[16]
- Friedrich Gottlob Lehmann (* 12. August 1805 in Hainichen; † 3. Juli 1869), Textilfabrikant in Böhrigen und Landtagsabgeordneter.
- Carl Gustav Leonhardt (* 20. Februar 1845 in Hainichen; † 8. September 1903), Textilfabrikant
- Diethmar villicus de Poppendorf[17]